# Всі гроші з гаманцем
«Всі гроші з гаманцем» (рос. «Все деньги с кошельком») — білоруський радянський художній фільм 1981 року режисера Віталія Дудіна за однойменним оповіданням Олега Ждана.

## Сюжет
Після багаторічної відсутності в рідних краях Костя приїжджає в село до матері. Увійшовши до рідного дому дізнається від тітки, що мати нещодавно померла. Вирішуючи продати будинок, на зустрічі з покупцем на питання скільки він за нього просить, Костя не може назвати ціну і тітка підказує «А всі гроші з гаманцем».
Вночі Костя зауважив, що в будинку є хлопець з дівчиною, і виганяє їх. На ранок приходить хлопець і пропонує господареві купити будинок, хоча грошей у нього немає...

## У ролях
- Олександр Денисов
- Олег Винярский
- Галина Макарова

## Творча група
- Сценарій: Валерій Мнацаканов
- Режисер: Віталій Дудін
- Оператор: Володимир Споришков
- Композитор: